# Aristodemos (historicus)
Aristodemos (Oudgrieks: Ἀριστόδημος / Aristódēmos) was een oud-Griekse historicus. De datering van deze schrijver is onzeker en is omstreden onder oudhistorici; hij kan mogelijk worden geïdentificeerd met een andere bekende drager van deze naam. Een in 1962 ontdekte papyrus met een uittreksel uit zijn geschiedwerk werd gedateerd in de 2e eeuw n.Chr., waardoor we een terminus ante quem hebben.
Aristodemos was de auteur van een geschiedwerk in meerdere boeken, waarvan slechts fragmenten zijn bewaard gebleven. Een langer fragment uit twee boeken van dit werk is in een manuscript uit een van de kloosters van Oros Athos bewaard gebleven in de Bibliothèque nationale de France in Parijs. Hierin worden de Grieks-Perzische conflicten ten tijde van de regering van Xerxes I aan het begin van de Peloponnesische Oorlog (431 v.Chr.) behandeld. Twee andere fragmenten, die aan hem worden toegeschreven, komen uit scholia. 
De informatie-inhoud is gering; waarschijnlijk heeft Aristodemos zich op samenvattende voorstellingen met sterke pro-Atheense neigingen gebaseerd. In 2014 heeft de oudhistorica Charlotte Schubert voorgesteld dat Aristodemos mogelijk een Atthidograaf was, die een Atheense lokale geschiedenis (Atthis) heeft geschreven.

## Edities en vertalingen
- F. Jacoby, Die Fragmente der griechischen Historiker, nr. 104.
- F. Pownall, Aristodemos (104), in Brill’s New Jacoby (2009) (met Engelse vertaling, commentaar en onderzoeksdiscussie).